# Ильинка (Курагинский район)
Ильинка — деревня в Курагинском районе Красноярского края. Входит в состав Шалоболинского сельсовета.

## География
Деревня находится в южной части края, в пределах Алтае-Саянского горнотаёжного района, на правом берегу реки Тубы, на расстоянии приблизительно 30 километров (по прямой) к западу от посёлка городского типа Курагино, административного центра района. Абсолютная высота — 256 метров над уровнем моря.

## История
Основана в 1896 году. По данным 1926 года имелось 138 хозяйств и проживало 902 человека (464 мужчины и 438 женщин). В национальном составе населения преобладали украинцы. В административном отношении деревня являлась центром Ильинского сельсовета Курагинского района Минусинского округа Сибирского края.

## Население
| 2010 |
| ---- |
| 123  |

Гендерный состав
По данным Всероссийской переписи населения 2010 года в гендерной структуре населения мужчины составляли 45,5 %, женщины — соответственно 54,5 %.
Национальный состав
Согласно результатам переписи 2002 года, в национальной структуре населения русские составляли 99 % из 193 чел.